# Henrik Ibsen
Henrik Johan Ibsen (ˈhɛnɾɪk ˈɪpsən|no) (Skien, 20 de março de 1828 — Cristiânia, 23 de maio de 1906) foi um dramaturgo norueguês, considerado um dos criadores do teatro realista moderno. Foi o maior dramaturgo norueguês do Século XIX. Foi também poeta e diretor teatral, sendo considerado o “pai do drama em prosa” e um dos fundadores do modernismo no teatro. Entre seus maiores trabalhos destacam-se Brand, Peer Gynt, Um Inimigo do Povo, Imperador e Galileu, Casa de Bonecas, Hedda Gabler, Espectros, O Pato Selvagem e Rosmersholm
Muitas de suas peças foram consideradas escandalosas na época em que foram lançadas, mediante o fato de o teatro europeu estar sujeito ao modelo determinado pela vida familiar e pela propriedade. Os trabalhos de Ibsen analisavam a realidade contida por trás das convenções e costumes, o que trouxe muita inquietação para seus contemporâneos. Ele lançou um olhar crítico e a livre investigação sobre as condições de vida e as questões da moralidade da época. A poética peça Peer Gynt, no entanto, tem fortes elementos do Surrealismo.
Ibsen é muitas vezes classificado como um dos verdadeiramente grandes dramaturgos da tradição europeia. Richard Hornby o descreve como "um profundo e poético dramaturgo — o melhor desde Shakespeare". Ele influenciou outros dramaturgos e romancistas, tais como George Bernard Shaw, Oscar Wilde, James Joyce e Eugene O'Neill. Muitos críticos o consideram o maior dramaturgo desde Shakespeare.
Embora a maioria de suas peças sejam definidas na Noruega, muitas vezes em lugares que lembram Skien, a cidade portuária onde cresceu, Ibsen viveu por 27 anos na Itália e Alemanha e raramente visitou a Noruega durante seus anos mais produtivos.

## Biografia

### Infância e juventude

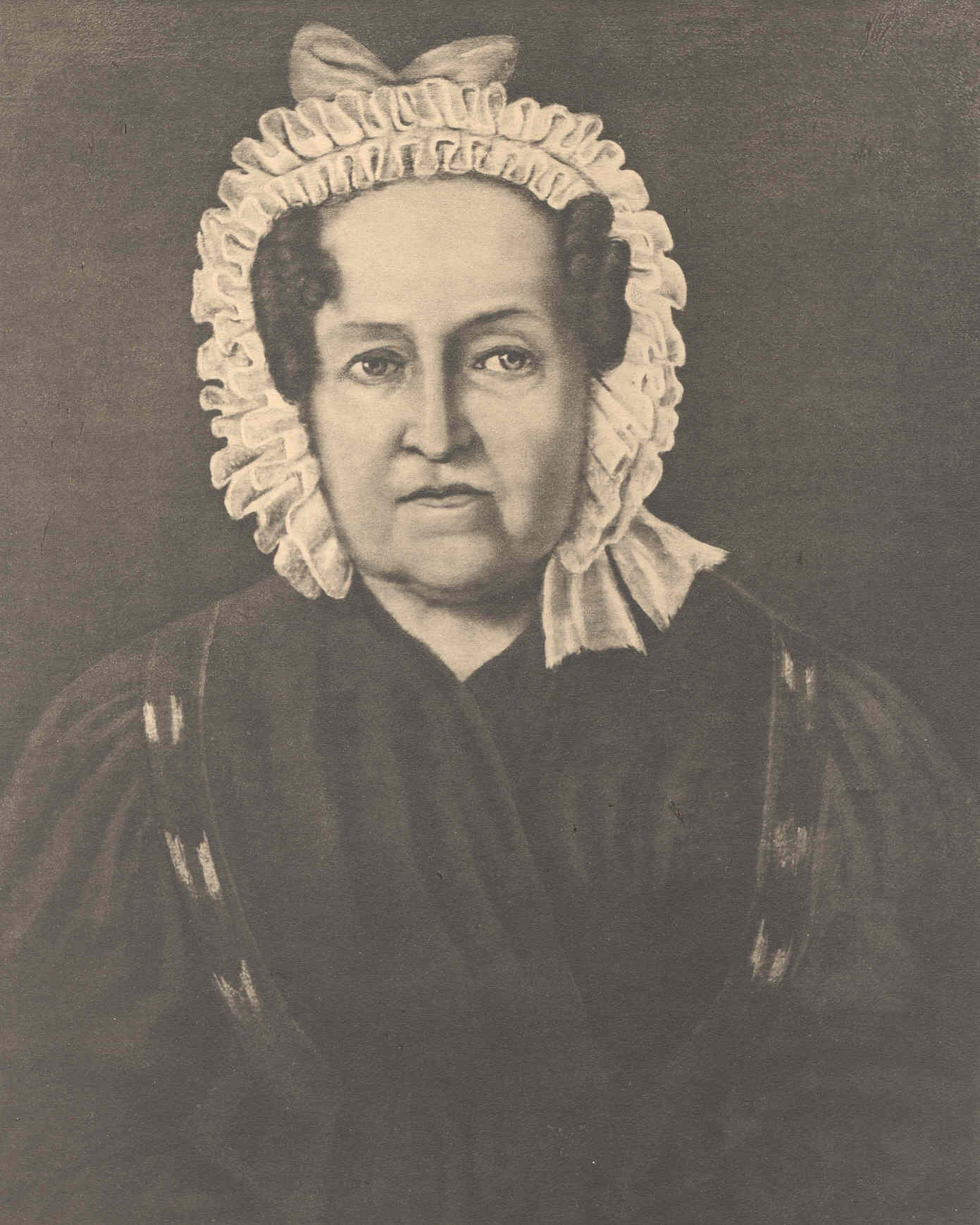
A avó de Ibsen, Hedevig Altenburg, nascida Paus (como o nome da personagem Hedvig, de O Pato Selvagem)

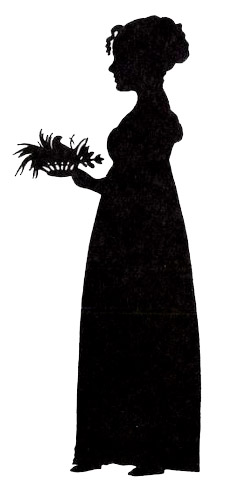
A silhueta da mãe de Ibsen, Maria-Cornélia (Marichen) Altenburg, quando jovem

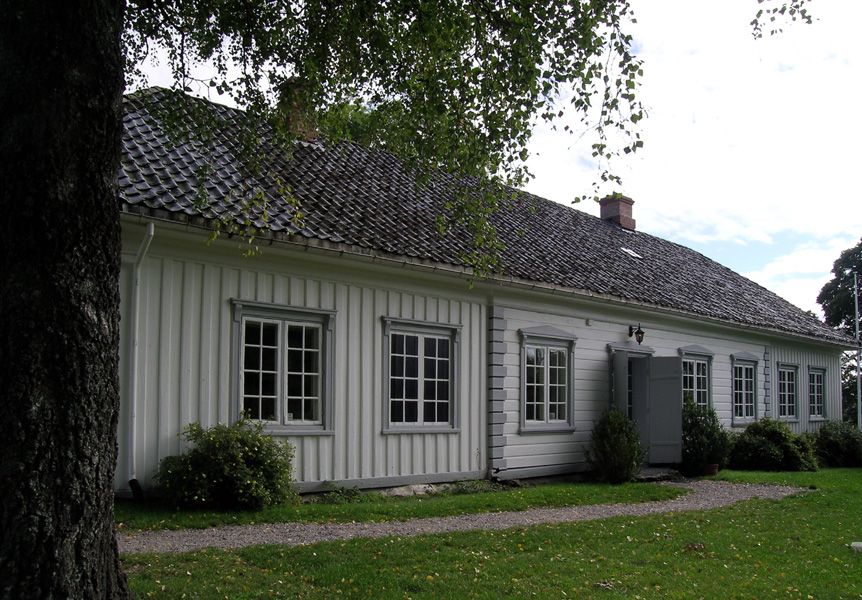
Venstoep Skien, onde Henrik Ibsen viveu com sua família entre 1836 e 1843

Ibsen nasceu na pequena cidade portuária de Skien, em Telemark, uma cidade que se ocupava do transporte de madeiras. Como ele escreveu em uma carta de 1882 para o crítico e estudioso Georg Brandes, "meus pais eram membros, de ambos os lados, das famílias mais respeitadas em Skien", explicando que estava intimamente relacionado com "praticamente todas as famílias que então dominavam o lugar e seu entorno", mencionando as famílias Paus, Plesner, Von der Lippe, Cappelen e Blom. De acordo com Einar Haugen Ingvald, "há mais de um toque de orgulho de sua origem burguesa nessa enumeração de nomes aos associá-los com a ancestralidade da classe média norueguesa superior". O avô de Ibsen, o capitão do navio Henrich Ibsen, morrera no mar em 1797, e Knud Ibsen foi criado na fazenda do armador Ole Paus, depois que sua mãe Johanne (nascida Plesner) se casou novamente.
Knud Ibsen veio de uma longa linhagem de marinheiros (capitães), mas decidiu se tornar um comerciante, alcançando sucesso inicial. Seu casamento com Maria-Cornélia Altenburg foi "um arranjo familiar excelente. A mãe de Maria-Cornélia e o padrasto de Knud foram como irmãos, cresceram juntos. Maria-Cornélia Altenburg era filha de um dos mais ricos comerciantes madeireiros na próspera cidade de Skien".
Quando Henrik Ibsen tinha cerca de sete anos de idade, no entanto, a sorte de seu pai deu uma guinada significativa para o pior, e a família acabou por ser forçada a vender o edifício principal dos Altenburg no centro de Skien, e mudar-se definitivamente para sua casa de verão de pequeno porte, Venstøp, fora do da cidade. Tal mudança influenciou definitivamente o comportamento de Ibsen que, já tímido por natureza, tornou-se mais isolado e taciturno. A atmosfera familiar também era difícil, pois o pai era um homem dominador e alcoolista, e sua mãe uma mulher submissa, que buscava conforto na religião. Suas maiores distrações na infância eram o desenho e a pintura, paixões que manteve, pois conservou sempre consigo uma coleção de quadros que adquirira. A irmã de Henrik, Hedvig, iria escrever sobre sua mãe: "Ela era uma mulher calma, amável, a alma da casa, tudo para seu marido e filhos. Ela se sacrificou muitas vezes, mas não houve amargura ou reprovação nisso". Maria-Cornélia Altenburg era "pequena, morena, e a única figura existente dela, uma silhueta, confirma a tradição que ela era bonita".

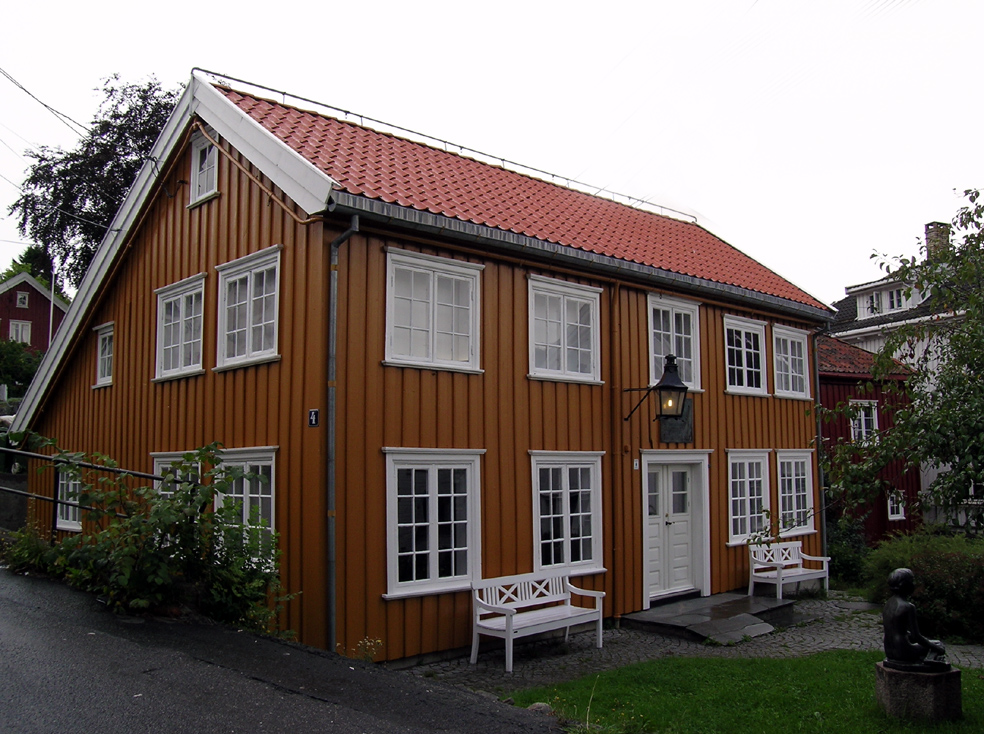
Reimanngården em Grimstad, Noruega. Henrik Ibsen trabalhou e viveu aqui como aprendiz de farmacêutico entre 1844 e 1850

A família Ibsen acabou se mudando para uma casa da cidade, Snipetorp, de propriedade do meio-irmão de Knud Ibsen, o rico banqueiro e armador Christopher Blom Paus. Sua formação teria uma forte influência no trabalho posterior de Ibsen; os personagens em suas peças, muitas vezes eram espelho de seus pais, e seus temas muitas vezes lidavam com questões de dificuldade financeira, bem como conflitos morais decorrentes de segredos escondidos da sociedade. Ibsen usaria tanto o nome quanto o modelo de personagens inspirados em sua própria família.
Na adolescência, Ibsen apaixonou-se pela teologia e se tornou grande leitor da Bíblia,
porém pouco pode se dedicar a tal estudo, pois aos dezesseis anos, mediante as precárias
condições da família, teve que escolher uma profissão, mudando-se para a cidade de Grimstad, onde passou a trabalhar como aprendiz do farmacêutico Jens Reimann, aí permanecendo por cinco anos. Em 1846, quando Ibsen tinha 18 anos, nasce Hans Jacob Henriksen, filho ilegítimo de Ibsen e
Else Sophie, uma das criadas de Reimann, que Ibsen assumiu e sustentou imbuído pelo senso do dever, mas nunca o viu.
A farmácia passou, depois, a ter um novo proprietário, Lars Nielsen, o qual dá mais liberdade a Ibsen, que passa a administrar a farmácia praticamente sozinho. Conhece o músico Christojher Due e o estudante de direito Ole Shulerud, e a farmácia passa a ser um local de encontro de jovens que discutiam política, sociologia e literatura da época.
Ibsen pretendia, nessa época, estudar medicina, mas foi reprovado nos exames de admissão à universidade, passando a se dedicar, então, apenas à literatura. Sua primeira obra para teatro foi escrita ainda em Grimstad, em 1849, Catilina, que na época foi rejeitada pelos editores, e que foi publicada um ano depois, sob o pseudônimo "Brynjolf Bjarme". Sua segunda peça, Kjaempehoien (Túmulo de gigantes), compõe-se de uma só ato e foi representada no teatro real de Cristiânia, atual Oslo, em 1850, mas recebeu pouca atenção.
A principal fonte de inspiração de Ibsen, no início até Peer Gynt, foi aparentemente o autor norueguês Henrik Wergeland e os contos populares noruegueses tais como recolhidos por Peter Christen Asbjørnsen e Jørgen Moe. Na juventude de Ibsen, Wergeland foi o mais aclamado, e de longe o mais lido poeta e dramaturgo norueguês.

### Carreira literária
Produziu algumas sátiras, como "Norma", e poesias, como "A Epopeia" e "Helze Hundingsbone", adquirindo alguma celebridade. Foi designado, então, para diretor de cena num pequeno teatro de Bergen, o "Det Norske Theater", em Bergen, onde esteve envolvido na produção de mais de 145 execuções como escritor, diretor e produtor. Escreveu quatro peças, entre elas "Madame Inger em Ostraat", em 1855. "A Festa em Solhaug", de 1856, foi seu primeiro sucesso popular, resultando no convite para uma festa na casa da escritora Magdalene Thoresen, onde conheceu sua futura esposa, Suzannah Daae Thoresen, filha da escritora. Em 1858 casou com Suzannah e em 1859 nasceu o único filho do casal, Sigurd.
Ibsen voltou para Cristiânia e assumiu o Norwegian Theatre, em 1857, e após a falência desse teatro, assumiu a direção do Teatro de Cristiânia Theatre, escrevendo então "Os Guerreiros em Helgeland" em 1858, e a sátira "A Comédia do Amor", em 1862, essa idealizada inicialmente em prosa, mas transformada depois em versos. Nesta obra inicia sua luta contra as mentiras sociais, no caso específico, a hipocrisia do amor.
Em 1861, descontente com suas dívidas, doenças e com a pouca valorização atribuída à sua literatura, chegou a pensar em suicídio.
Ele se casou com Suzannah Thoresen em 18 de junho de 1858 e ela deu à luz seu único filho, Sigurd Ibsen, em 23 de dezembro de 1859. O casal vivia em péssima situação financeira e Ibsen tornou-se muito desiludido com a vida na Noruega. Em 1864, deixou a Cristiânia e foi para Sorrento, na Itália, em exílio auto-imposto. Nessa época, iniciou uma verdadeira polêmica com o escritor democrata Björnstjerne Björnson, através de correspondência. Ele não retornaria à sua terra natal nos próximos 27 anos, e quando retornou, foi como um famoso, mas controverso, dramaturgo
Sua peça seguinte, Brand (1865), foi para trazê-lo à aclamação da crítica e ao sucesso financeiro, como a peça seguinte, "Peer Gynt" (1867), à qual o famoso Edvard Grieg compôs a música incidental e canções.  Apesar de Ibsen ler trechos do filósofo dinamarquês Søren Kierkegaard e apresentar traços de influência deste último em “Brand”, só após essa época Ibsen veio a levar a sério Kierkegaard. Inicialmente irritado com seu amigo Georg Brandes por comparar Brand com Kierkegaard, Ibsen, no entanto, leu Either/Or e Fear and Trembling. A próxima peça de Ibsen, “Peer Gynt” foi conscientemente influenciada por Kierkegaard.
Com o sucesso, Ibsen se tornou mais confiante e começou a introduzir mais e mais de suas próprias crenças e julgamentos nos dramas, explorando o que ele chamou de o "drama de idéias". Sua próxima série de peças é muitas vezes considerada o Golden Age, quando entrou no auge de seu poder e influência, tornando-se o centro da controvérsia dramática em toda a Europa.

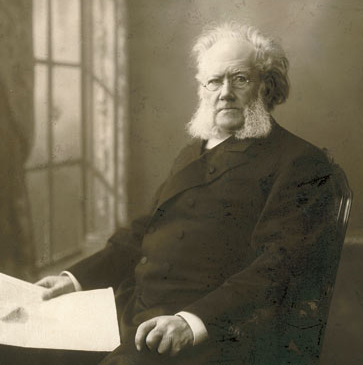
Ibsen fotografado por Gustav Borgen, em 1900

 Ibsen mudou da Itália para a Dresden, Alemanha, em 1868, onde passou anos escrevendo a peça que ele considerava como sua principal obra, "Imperador e Galileu" (1873), dramatizando a vida e os tempos do imperador romano Juliano, o Apóstata. Embora o próprio Ibsen sempre tenha olhado essa peça como a pedra angular de sua obra inteira, muito poucos partilharam a sua opinião, e suas obras seguinte seriam muito mais aclamadas. Ibsen mudou para Munique em 1875 e publicou "Casa de Bonecas" em 1879. A peça é uma crítica mordaz aos papéis conjugais aceitos por homens e mulheres que caracterizou a sociedade da época de Ibsen.
"Espectros" se seguiu em 1881, apresentando outro comentário mordaz sobre a moralidade da sociedade de Ibsen, em que uma viúva revela ao seu pastor que havia escondido os males de seu casamento para a sua duração. O pastor a aconselhara a se casar com seu noivo, apesar de sua promiscuidade, e ela fez isso na crença de que seu amor iria reformá-lo. Mas essa promiscuidade continuou até sua morte, e seus vícios são passados para seu filho na forma de sífilis. A menção da doença venérea, para mostrar como ela pode envenenar uma família respeitável, foi considerada intolerável.
Em "Um Inimigo do Povo" (1882), Ibsen foi ainda mais longe. Em peças anteriores, elementos controversos foram componentes importantes e até mesmo fundamentais na acção, mas eles foram em pequena escala de cada família. Em "Um Inimigo", a controvérsia tornou-se o foco principal, e foi o antagonista de toda a comunidade. A mensagem principal da peça é que o indivíduo que está sozinho, é mais "certo" do que a massa de pessoas, que são retratados como ignorantes e carneiros. A crença da sociedade contemporânea era a de que a comunidade era uma instituição na qual se podia confiar, mas Ibsen apresenta a contestação dessa noção. Em "Um Inimigo do Povo", Ibsen critica não só o conservadorismo da sociedade, como também o liberalismo da época. Ele ilustrou como as pessoas de ambos os lados do espectro social poderiam ser iguais. "Um Inimigo do Povo" foi escrito como uma resposta às pessoas que haviam rejeitado o seu trabalho anterior, "Espectros". O enredo da peça é um olhar velado na forma como as pessoas reagiram à trama de “Espectros”. O protagonista é um médico em um local de férias, cujo principal objetivo é construir um banho público. O médico descobre que a água está contaminada, e espera ser aclamado para salvar a cidade do pesadelo de infectar os visitantes com a doença, mas ao invés disso ele é declarado um "inimigo do povo" pelos moradores, que lutam contra ele e até mesmo atiram pedras através de suas janelas. A peça termina com o seu completo ostracismo. É óbvio para o leitor que o desastre está na construção dos banhos para a cidade, bem como para o médico.

Como as audiências agora o aguardam, a sua próxima peça novamente ataca crenças arraigadas e pressuposições, mas desta vez, seu ataque não foi contra os costumes da sociedade, mas contra os reformadores e seu idealismo. Sempre um iconoclasta, Ibsen foi igualmente disposto a derrubar as ideologias de qualquer parte do espectro político, inclusive o próprio.

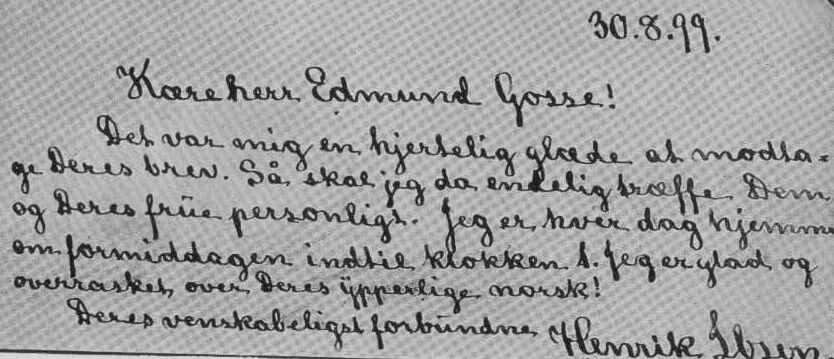
Carta de Ibsen para seu revisor e tradutor inglês Edmund Gosse: “30.8.1899. Querido Mr. Gosse! Foi para mim uma alegria saudável receber sua carta. Então eu vou finalmente conhecer pessoalmente você e sua esposa. Estou em casa todos os dias na parte da manhã até 01:00. Estou feliz e surpreso de seu excelente norueguês! Seu amigo obrigado Henrik Ibsen”.

"O Pato Selvagem" (1884) é por muitos considerado o melhor trabalho de Ibsen, e é certamente o mais complexo. Ele conta a história de Gregers Werle, um jovem que retorna à sua cidade natal depois de um exílio prolongado e se reencontra com seu amigo de infância Hjalmar Ekdal. Ao longo da peça, os muitos segredos que estão por trás da casa Ekdals, aparentemente feliz, são revelados por Gregers, que insiste em perseguir a verdade absoluta, ou o "Chamado do Ideal". Entre estas verdades: o pai de Gregers engravida Gina e induz Hjalmar a se casar com ela e legitimar a criança. Outro homem foi desonrado e preso por um crime cometido pelo velho Werle. Além disso, enquanto Hjalmar passa seus dias trabalhando em uma "invenção" imaginária, sua esposa está ganhando a renda familiar. Ibsen mostra uso magistral de ironia: apesar de sua dogmática insistência na verdade, nunca Gregers diz o que pensa, mas apenas insinua, e nunca é entendido até que a peça atinja seu clímax. Gregers atinge Hjalmar através de insinuações e frases codificadas até que ele percebe a verdade, que a filha de Gina, Hedvig, não é sua filha. Cegado pela insistência de Gregers sobre a verdade absoluta, ele nega a criança. Vendo o estrago que ele tem feito, Gregers determina a reparar as coisas, e sugere a Hedvig que sacrifique o pato selvagem, seu animal de estimação ferido, para provar seu amor por Hjalmar. Hedvig, sozinha entre os personagens, reconhece que Gregers sempre fala em código, e procurando o significado mais profundo na primeira revelação importante de Gregers, mata-se, em vez de o pato, a fim de provar seu amor por ele no último ato de auto-sacrifício. Só muito tarde Hjalmar e Gregers percebem que a verdade absoluta do "ideal" é às vezes demais para o coração humano suportar.
No final de sua carreira, Ibsen se voltou para um drama mais introspectivo, que tinha muito menos a ver com denúncias dos valores morais da sociedade. Nas peças posteriores, tais como "Hedda Gabler" (1890) e "Solness, o Construtor" (1892), Ibsen explorou conflitos psicológicos que transcendiam uma rejeição simples de convenções atual. Muitos leitores modernos têm encontrado nesses trabalhos posteriores o objetivo de confronto interpessoal. "Hedda Gabler" é provavelmente uma das peças mais executadas de Ibsen, com o papel-título considerado como um dos mais desafiadores e recompensadores para uma atriz, mesmo nos dias de hoje.
Em 1889, Ibsen conheceu Emilie Bardach, uma jovem da alta sociedade canadense, com a qual passou a trocar correspondência, e especula-se um possível relacionamento amoroso entre eles. Sua cartas foram publicadas após a morte de Ibsen. Vieram então "Rosmersholm", "A Dama do Mar" e, em 1890, "Hedda Gabler". Nessa tragicomédia, através da discussão do papel da mulher na sociedade o autor leva o espectador a refletir sobre a própria existência humana.
Em 1892, seu filho Sigurd casou com Bergliot, e em 1893 nasceu o neto, Tancred. Em 1894, escreveu "O Pequeno Eyolf", onde criticou o papel social da família do século XIX. No drama escrito por Ibsen, a tragédia da morte do filho Eyolf traz à tona o relacionamento do casal, com as dificuldades do compromisso social do casamento. Mediante a não realização individual, o casal deposita seus sonhos e expectativas na vida do frágil Eyolf que, numa atitude de libertação, segue a Senhora dos Ratos, personificação da morte na mitologia norueguesa.
E finalmente, em 1899, Ibsen escreveu sua última obra: "Quando Despertarmos de entre os Mortos". Em março de 1900, Ibsen contraiu uma forte gripe, e em poucas semanas teve o primeiro derrame, e em 1901 o segundo. Em 1902 foi indicado para o Prêmio Nobel de Literatura. Em 1903, após um terceiro derrame, perdeu a capacidade manual de escrever, e morreu em 23 de maio de 1906, sendo sepultado em primeiro de junho com honras de Estado no cemitério Var Freisers.

## Morte
Em 23 de maio de 1906, Ibsen morreu em sua casa em Arbins 1, em Cristiânia (hoje Oslo), após uma série de acidentes vasculares cerebrais, em março de 1900. Quando, em 22 de maio, sua enfermeira assegurou a um visitante que estava um pouco melhor, Ibsen balbuciou suas últimas palavras "Pelo contrário" ("Tvertimod!"). Ele morreu no dia seguinte, às 02h30. Ibsen foi enterrado no Vår Frelsers gravlund ("The Graveyard of Our Savior"), no centro de Oslo. 

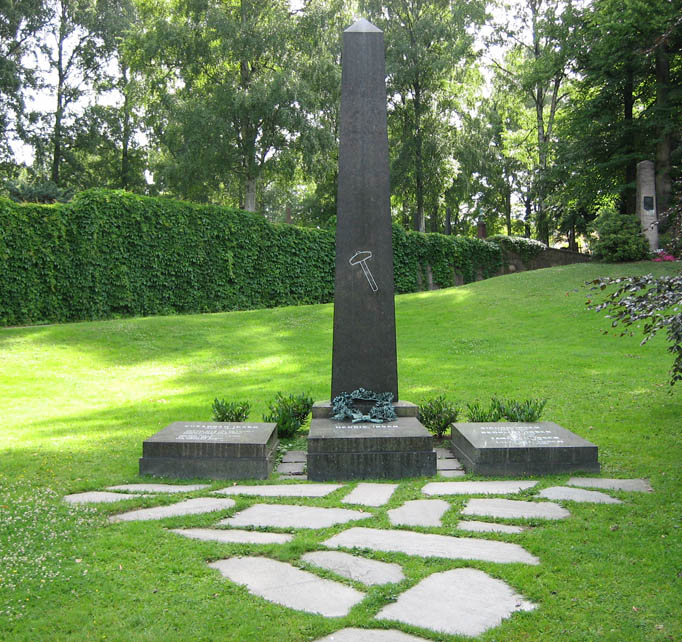
Tumba de Ibsen em Oslo.

## Centenário
O 100 º aniversário da morte de Ibsen, em 2006, foi comemorado com um "ano Ibsen" na Noruega e outros países. Este ano, a empresa de construção civil "Selvaag" também abriu o "Peer Gynt Sculpture Park", em Oslo, Noruega, em honra de Henrik Ibsen, tornando possível acompanhar a peça Peer Gynt cena a cena.
Em 23 de maio de 2006, o Museu Ibsen (Oslo) foi aberto, na casa onde Ibsen passou seus últimos 11 anos, completamente restaurado com o interior original nas cores e na decoração.

## Ancestrais
O mais antigo Ibsen documentado era o capitão de navio Rasmus Ibsen (1632-1703), de Stege, Dinamarca. Seu filho, o capitão de navio Peder Ibsen tornou-se um burguês em Bergen, na Noruega em 1726. Henrik Ibsen tinha ascendência dinamarquesa, germânica, norueguesa e alguns ancestrais escoceses distantes. A maioria de seus antepassados pertencia à classe comerciante de extração dinamarquesa/ alemã original, e muitos de seus antepassados eram capitães de navio. Seu biógrafo Henrik Jæger escreveu, em 1888, que Ibsen não tinha uma gota de sangue norueguês em suas veias, afirmando que "o ancestral Ibsen era um dinamarquês". Isso, no entanto, não é totalmente preciso, visto que através da sua avó Hedevig Paus, Ibsen era descendente de uma das poucas famílias da classe patrícia de origem norueguesa original, conhecida desde o século XV. Antepassados Ibsen tinha vivido principalmente na Noruega por várias gerações, mesmo que muitos tinham ascendência estrangeira.
O nome Ibsen é originalmente um patronímico, que significa "filho de Ib" (Ib é uma variante dinamarquesa de Jacob). Tornou-se o patronímico "congelado", ou seja, tornou-se um permanente nome da família, já no século XVII. O fenômeno da patronímicos tornando-se congelados começou no século XVII, em famílias burguesas na Dinamarca, e a prática só foi amplamente adotada na Noruega por volta de 1900.

## Descendentes
Do seu casamento com Suzannah Thoresen, Ibsen teve um filho, o advogado e ministro do governo Sigurd Ibsen. Sigurd Ibsen casou com Bergljot Bjørnson, filha de Bjørnstjerne Bjørnson. Seu único filho foi Tancred Ibsen, que se tornou um diretor de cinema e que foi casado com Lillebil Ibsen. Seu único filho foi o diplomata Tancredo Ibsen, Jr.

## Histórico

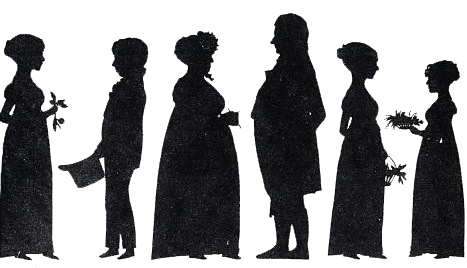
A família Altenburg/Paus, que viveu na casa Altenburg (Altenburggården) em Skien por volta de 1820; mãe de Henrik Ibsen e sua família. Da esquerda para a direita: Marichen (Mariken) Bomhoff (nascida em 1806; ela era filha do meio-irmão de Johan Andreas Altenburg, Bertel E. Bomhoff (1768–1844) e prima de Marichen Altenburg; ambos foram nomeados em homenagem à avó paterna Marichen Barth; Marichen Bomhoff morava com a família Altenburg). Henrik Johan Paus (1799–1893; meio-irmão do pai (Knud Ibsen) e primo em primeiro grau da mãe (Marichen Altenburg) que morava com a família Altenburg desde os cinco anos de idade). Hedevig Paus, Sra. Altenburg (1863–1848; avó materna de Henrik Ibsen e irmã do padrasto de Knud Ibsen, Ole Paus). Johan Andreas Altenburg (comerciante; 1763–1824; avô). Christine Altenburg (mais tarde, Sra. Stenersen; 1798–1882; tia). Marichen Altenburg (mais tarde, Sra. Ibsen; 1799–1869; mãe de Henrik Ibsen).

Durante quatro séculos a Noruega fora administrada pelos dinamarqueses. Em 1814, separa-se da Dinamarca e integra-se à monarquia da Suécia, passando a ter sua própria Constituição, em 17 de maio, considerada uma das mais liberais da Europa. O poder executivo, porém, era constituído por civis indicados e o poder legislativo eleito indiretamente pelo povo. Os noruegueses não conseguiam impedir completamente as interferências suecas, que feriam seu orgulho nacional e serviam como incentivo ao nacionalismo.
Ao longo da dominação, duas classes haviam se formado: os camponeses e os funcionários. A classe dos funcionários era constituída por toda uma variedade de participantes, desde funcionários públicos, magistrados, pastores da Igreja Luterana, advogados, médicos, universitários em geral, até comerciantes e armadores, representando a civilização ocidental do país, a classe dirigente, sob a influência dinamarquesa que os formara e a fidelidade à coroa sueca. Já a classe dos camponeses, representada também pelos pescadores, pelos pobres, era politicamente democrática e ortodoxamente religiosa, odiava o Estado, que a excluía pela falta de formação universitária. As duas classes eram incompatíveis, inclusive falavam línguas diferentes: os funcionários falavam e escreviam o Riksmaal, língua dinamarquesa comum, e os camponeses falavam o Landsmaall, antiga língua medieval, próxima do islandês e do nórdico primitivo.
A literatura norueguesa era mais precisamente um ramo da literatura dinamarquesa. A literatura norueguesa moderna, identificada como literatura independente, inicia com Henrik Wergeland, chefe dos revolucionários nacionalistas e Johan Sebastian Welhaven, chefe dos conservadores. Por volta de 1850, iniciam-se as transições sociais, que vão servir de impulso para as revoluções literárias. O jovem Ibsen era, portanto, um daqueles estudantes pobres, que buscava vencer à custa de várias privações. O escritor entra num grupo de estudantes socialistas, os primeiros da Noruega, e começa a colaborar num jornal operário criado por Thrane. A prisão de Thrane e seus assistentes convence Ibsen a abandonar as manifestações políticas, mas as ideias socialistas intensificam sua revolta contra as autoridades e contribuem para a formação de sua visão de liberdade individual.
Em 1864, porém, contrariado pelo fato de a Noruega conservar-se neutra na guerra da Dinamarca contra a brutalidade prussiana, deixa a pátria e vai para a Itália, e em 1875, muda-se para Munique, então uma das capitais artísticas da Europa. Por volta de 1885, Ibsen já é o dramaturgo mais representado e festejado no mundo inteiro. Volta esporadicamente para a Noruega, porém já a acha pequena demais, e só vai reconciliar-se totalmente com a pátria em 1891, quando volta de forma definitiva para Kristiania. Quando Ibsen voltou à Noruega em 1891, não era mais a mesma que havia deixado. Na verdade, ele havia desempenhado um papel importante nas mudanças que aconteceram em toda a sociedade. A Era Vitoriana estava em seus últimos dias, para ser substituída pela ascensão do modernismo não apenas no teatro, mas em toda vida pública.

## Características literárias
Acredita-se que a obra de Ibsen foi influenciada pelo poeta dinamarquês Adam Gottlob Oehlenschläger, que enaltecia a Era Viquingue, e pelo dramaturgo francês Eugene Scribe, autor de mais de quatrocentas peças, muitas delas produzidas por Ibsen na época em que era diretor de teatro.
Costuma-se dividir sua obra em três períodos: romântico, entre 1850 e 1873, realista, entre 1877 e 1890, e simbolista, de 1892 a 1899.
Suas peças mais famosas retratam de forma realista a vida contemporânea, e seu tema central é o dever do indivíduo para consigo mesmo, onde os conflitos psicológicos predominam sobre as situações. Seu individualismo anarquista influenciou as gerações posteriores mas, em sua vida pessoal, Ibsen era conservador.
Suas peças causaram escândalo na sociedade da época, no enfrentamento dos valores morais vitorianos da família e da propriedade, então ainda predominantes. Ibsen defendia a liberdade espiritual, que nada teme, e não se submetia a nenhuma disciplina partidária, apenas à verdade.
Ibsen reescreveu totalmente as regras de drama com um Realismo teatral, que seria adotado por Chekhov e outros, e encabeçaria suposições, desafiador e falando diretamente sobre questões que têm sido consideradas um dos fatores que transformam a peça em arte, e não entretenimento. Ele teve uma profunda influência sobre o jovem James Joyce, que o venera em seu romance autobiográfico "Stephen Hero".

## Obras principais

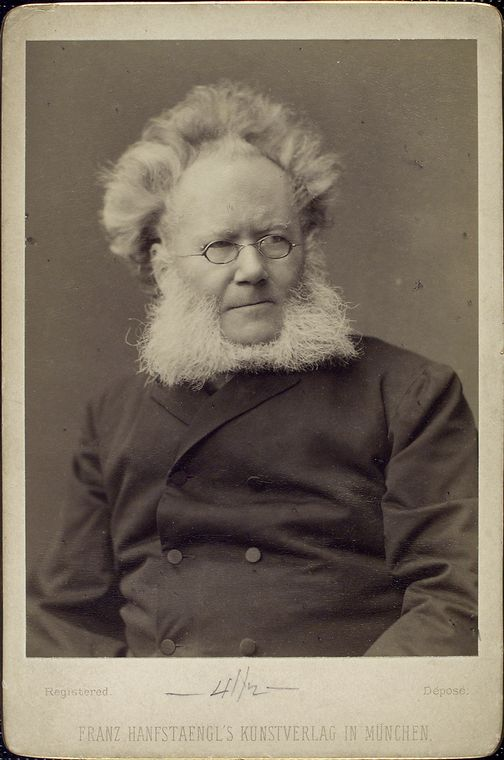
Ibsen, nos últimos anos de sua carreira.

- Catilina - 1850. Em 1849, escreve a primeira peça Catilina, publicada um ano depois sob o pseudônimo "Brynjolf Bjarme". Em 1875, foi publicada a segunda versão da mesma peça.
- Kjaempehoien - 1850
- Justedalsrypen - 1850 - 1856[31]- Obra em versos, inacabada, que foi realizada apenas após sua morte
- Norma - 1851
- Sankthansnatten - 1853
- Fru Inger til Ostraat - 1854
- Gildet paa Solhaug - 1855/ 1856
- Olaf Liljekrans - 1856
- Haermaendene paa Helgeland - 1858
- Kjaerlighedens Komedie - 1862
- Kongsemnerne - 1864
- Brand - 1866
- Peer Gynt - 1867
- De Unges Forbund - 1869
- Digte (poesia) 1871
- Kejser og Galilaer - 1873
- Samfundets Stoetter - 1877
- Et Dukkehjem - 1879
- Gengangere - 1881
- En Folkefiende - 1882
- Vildanden - 1884
- Rosmersholm - 1886
- Fruen fra Havet - 1888
- Hedda Gabler - 1890
- Bygmester Solness - 1892
- Lille Eyolf - 1894
- John Gabriel Borkman - 1896
- Naar vi doede vaagner - 1899

## Primeiras publicações e estreias teatrais

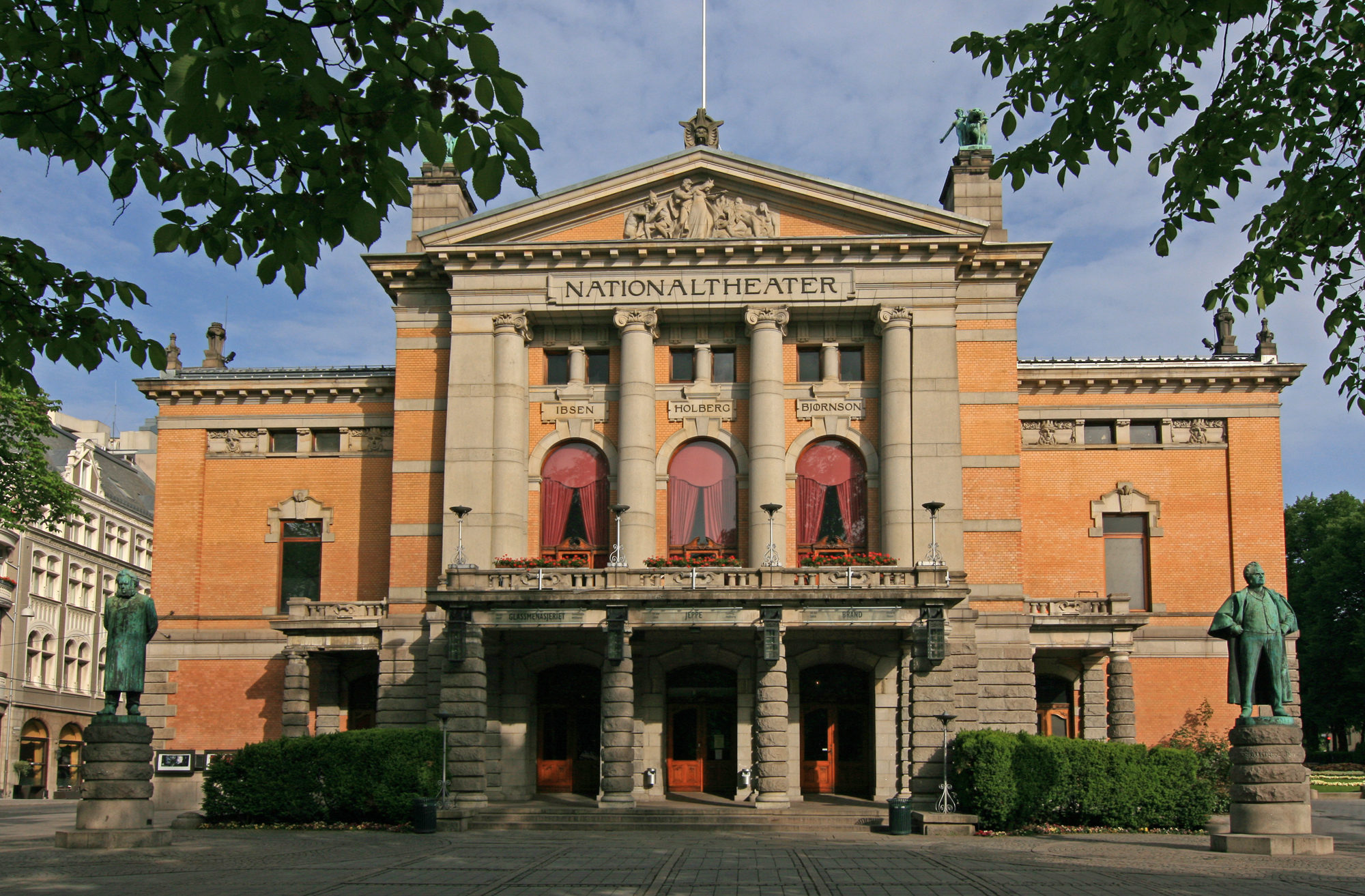
Nationaltheatret, em Oslo. Ladeando o teatro, as estátuas de Henrik Ibsen e Bjørnstjerne Bjørnson.

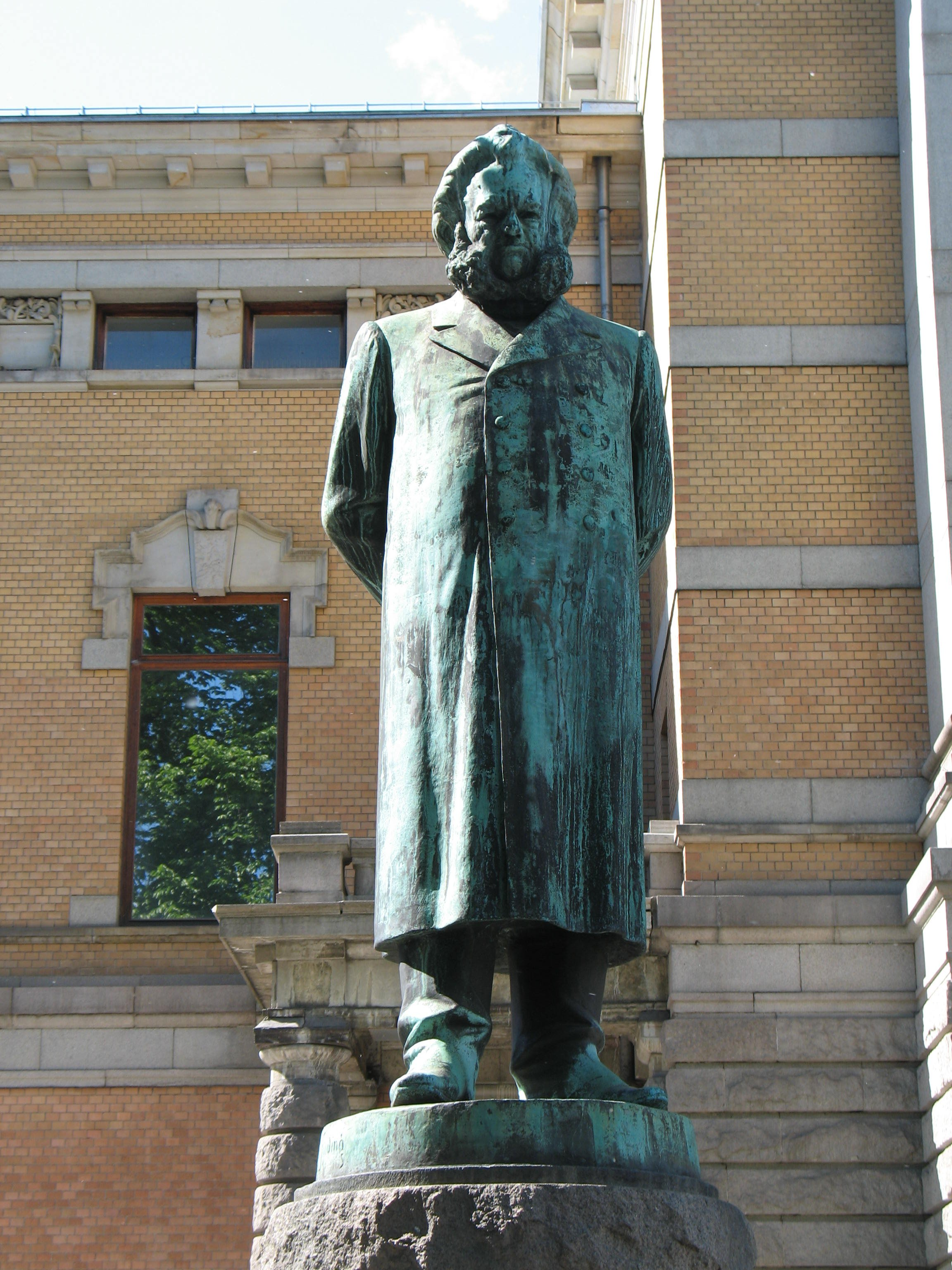
A escultura de Ibsen, em frente ao Nationaltheatret.

- Catilina, P. F. Steensballe, Christiana, 12 de abril de 1850.
  - Estreia: 3 de dezembro de 1881, Nya teatern de Stockholm. Mise en scène : Ludvig Oscar Josephson.
- Kjæmpehøjen, Scandinavian Studies and Notes, 1917 (póstumo).
  - Estreia: 26 de setembro de 1850, Christiania Theater. Encenação: Christian Jørgensen.
- Norma, Écrits posthumes T.I, 1909 (póstumo).
  - Estreia: 5 de novembro de 1994, Studentenes Interne Teater, em Trondheim. Encenação: Marit Moum Aune. (posthume)
- Sancthansnatten, Écrits posthumes T.I, 1909 (póstumo).
  - Estreia: 2 de janeiro de 1853, Norske Theater de Bergen.
- Fru Inger til Østeraad, em capítulos de 31 de maio a 23 de agosto de 1857, revista Illustreret Nyhedsblad.
  - Estreia: 2 de janeiro de 1855, Norske Theater de Bergen.
- Gildet paa Solhoug, Chr. Tønsberg, Christiana, 19 de março de 1856.
  - Estreia: 2 de janeiro de 1856, Norske Theater de Bergen. Encenação: Henrik Ibsen.
- Olaf Liljekrans, (trad. Emma Klingenfeld), Œuvres complètes d'Henrik Ibsen, Berlim, 1898.
  - Estreia: 2 de janeiro de 1857, Norske Theater de Bergen. Encenação: Henrik Ibsen.
- Hærmændene paa Helgeland, suplemento da Illustreret Nyhedsblad, Christiania, 25 de abril de 1858.
  - Estreia: 24 de novembro de 1858, Christiania Norske Theater.
- Kjærlighedens Komedie, suplemento da Illustreret Nyhedsblad, Christiania, 31 de dezembro de 1862.
  - Estreia: 24 de novembro de 1873, Christiania Theater. Encenação: Ludvig Josephson.
- Kongs-Emnerne, Johan Dahl, Christiania, 31 de outubro de 1863.
  - Estreia: 17 de janeiro de 1864, Christiania Theater.
- Brand, Gyldendalske Boghandel, Copenhague, 15 de março de 1866.
  - Estreia integral: 24 de março de 1885, Nya Teater de Stockholm. Encenação: Ludvig Josephson.
- Peer Gynt (Peer Gynt), Gyldendalske Boghandel, Copenhague, 14 de novembro de 1867.
  - Estreia: 24 de fevereiro de 1876, Christiania Theater.
- De unges Forbund, Gyldendalske Boghandel, Copenhague, 30 de setembro de 1869.
  - Estreia: 18 de outubro de 1869, Christiania Theater.
- Kejser og Galilæer, Gyldendalske Boghandel, Copenhague, 16 de outubro de 1873.
  - Estreia: 5 de dezembro de 1896, Leipzig Stadttheater (Alemanha) (versão modificada, em 6 atos)
- Samfundets Støtter, Gyldendalske Boghandels Forlag, Copenhague, 11 de outubro de 1877.
  - Estreia: 14 de novembro de 1877, Odense Teater (Dinamarca).
- Et Dukkehjem, Gyldendalske Boghandels Forlag, Copenhague, 4 de dezembro de 1879.
  - Estreia: 21 de dezembro de 1879, Kongelige Teater de Copenhague.
- Gengangere, Gyldendalske Boghandels Forlag, Copenhague, 13 de dezembro de 1881.
  - Estreia: 20 de maio de 1882, Aurora Turner Hall (Chicago).
- En folkefiende, Gyldendalske Boghandels Forlag, Copenhague, 28 de novembro de 1882.
  - Estreia: 13 de janeiro de 1883, Christiania Theater. Encenação: Johannes Brun.
- Vildanden, Gyldendalske Boghandels Forlag, Copenhague, 11 de novembro de 1884.
  - Estreia: 9 de janeiro de 1885, Nationale Scene de Bergen. Encenação: Gunnar Heiberg.
- Rosmersholm, Gyldendalske Boghandels Forlag, Copenhague, 23 de novembro de 1886.
  - Estreia: 17 de janeiro de 1887, Nationale Scene de Bergen. Encenação: Gunnar Heiberg.
- Fruen fra Havet, Gyldendalske Boghandels Forlag, Copenhague, 28 de novembro de 1888.
  - Estreia: 12 de fevereiro de 1889, Hoftheater de Weimar e Christiania Theater.
- Hedda Gabler, Gyldendalske Boghandels Forlag, Copenhague, 16 de dezembro de 1890.
  - Estreia: 31 de janeiro de 1891, Residenztheater (Munique).
- Bygmester Solness, Gyldendalske Boghandels Forlag, Christiana, 12 de dezembro 1892.
  - Estreia: 19 de janeiro de 1893, Lessing-Theater (Berlim).
- Lille Eyolf, Gyldendalske Boghandels Forlag, Copenhague, 11 de dezembro de 1894.
  - Estreia: 12 de janeiro de 1895, Deutsches Theater (Berlin).
- John Gabriel Borkman, Gyldendalske Boghandels Forlag, Copenhague, 15 de dezembro de 1896.
  - Estreia: 10 de janeiro de 1897, Svenska Teatern (Théâtre suédois) e Suomalainen Teaatteri (Théâtre finlandais).
- Når vi døde vagner, Gyldendalske Boghandels Forlag, Copenhague, 22 de dezembro de 1899.
  - Estreia: 26 de janeiro de 1900, Hoftheater (Stuttgart).